# Zhang Zhan
Zhang Zhan, 张 展 in cinese mandarino (Xianyang, 2 settembre 1983), è una blogger cinese che è stata torturata dalla polizia segreta cinese e condannata a quattro anni di carcere perché accusata di "false informazioni sui social media" attraverso un rapporto da lei redatto sulla cattiva gestione della pandemia COVID-19 da parte del governo cinese. È la prima giornalista ad essere condannata per aver riferito sulla pandemia in Cina, sebbene almeno altri 47 giornalisti siano detenuti in Cina per i loro articoli a riguardo del coronavirus..

## Biografia
Zhang è nata a Xianyang, Shaanxi, mentre Deng Xiaoping era allora capo di stato. Aveva sette anni quando scoppiarono le proteste di piazza Tian'anmen. Dopo una laurea in economia e finanza presso la South West University of Economics and Finance (Chengdu), ha studiato legge laureandosi a Shanghai. Cattolica praticante, ha iniziato ad esercitare la professione di avvocato ma è stata licenziata a causa della sua partecipazione ad attività di tutela dei diritti. Con l'avvento di Internet in Cina, Zhang Zhan ha quindi deciso di bloggare e diventare giornalista. Creerà anche il suo canale YouTube e un account Twitter prima che questi social network vengano censurati dal governo cinese a seguito del suo attivismo.

## Reazioni

### Stati Uniti d'America
Il Segretario di Stato degli Stati Uniti Mike Pompeo ha rilasciato una dichiarazione secondo cui "gli Stati Uniti condannano fermamente il finto procedimento giudiziario e la condanna della giornalista Zhang Zhan da parte della Repubblica popolare cinese (RPC) il 28 dicembre".

### Unione europea
L'Unione europea ha chiesto il suo rilascio immediato, insieme all'avvocato per i diritti umani Yu Wensheng e molti altri che sono stati arrestati e condannati per aver difeso i diritti umani in Cina. Un portavoce della politica estera dell'UE, Peter Stano, ha dichiarato "secondo fonti credibili, la signora Zhang è stata sottoposta a torture e maltrattamenti durante la sua detenzione e le sue condizioni di salute sono peggiorate".

### Regno Unito
L'Ambasciata del Regno Unito a Pechino, ha affermato che il suo caso "solleva serie preoccupazioni sulla libertà dei media in Cina" e che lei era una dei 47 giornalisti indipendenti detenuti in Cina per aver diffuso notizie sul coronavirus.